# Liste d'organismes de lutte contre la discrimination
Cette liste d'organismes de lutte contre la discrimination rassemble les organisations, à majorité gouvernementales, ayant trait à ce domaine. En Europe, plusieurs directives ont imposé la création de tels organismes, lorsque ce n'était pas déjà fait, dont la directive sur l'égalité de traitement 2000/43/CE (en), concernant la discrimination raciale, et les directives 2004/113/CE (en) et 2006/54/CE (en) sur l'égalité de traitement entre hommes et femmes (cette dernière remplaçant une directive de 1976).

## Europe
Les organisations suivantes font partie du réseau Equinet Europe. L'Union européenne dispose d'une Agence des droits fondamentaux de l'Union européenne, tandis que le Conseil de l'Europe (qui rassemble nettement plus de pays, dont la Russie et la Turquie) dispose depuis 1993 d'une Commission européenne contre le racisme et l'intolérance.
- Allemagne : Agence fédérale de lutte contre les discriminations (de) (ADS, Antidiskriminierungsstelle des Bundes)
- Autriche : Barreau pour les affaires d'égalité de traitement
- Belgique : Centre pour l'égalité des chances et la lutte contre le racisme, créé en 1993 ; Institut pour l'égalité des femmes et des hommes, créé en 2002
- Bulgarie : Commission pour la protection contre les discriminations
- Chypre : Bureau du Commissaire chargé de l'administration
- Danemark : Institut danois des droits de l'homme (en), créé en 1987; Conseil pour l'égalité de traitement
- Espagne : Conseil pour la promotion de l'égalité de traitement et la non-discrimination raciale ou ethnique
- Estonie : Commissaire chargé de l'égalité entre les genres et de l'égalité de traitement
- Finlande : Médiateur chargé des minorités, Médiateur pour l'égalité
- France : Haute Autorité de lutte contre les discriminations et pour l'égalité (HALDE), remplacée en 2011 par le Défenseur des droits
- Grèce : Ombudsman
- Hongrie : Autorité pour l'égalité de traitement, Cabinet du Commissaire aux droits fondamentaux
- Irlande : Autorité chargé de l'égalité
- Italie : Bureau national contre la discrimination raciale
- Lettonie : Bureau de l'Ombudsman
- Lituanie : Bureau de l'Ombudsman pour l'égalité des chances
- Luxembourg : Centre pour l'égalité de traitement
- Macédoine : Commission pour la protection contre la discrimination (ARYD)
- Malte : Commission nationale pour la promotion de l'égalité
- Norvège : Médiateur chargé de l'égalité et de la lutte contre la discrimination
- Pays-Bas : Commission pour l'égalité de traitement
- Pologne : Bureau du Défenseur des droits humains
- Portugal : Commission pour la citoyenneté et l'égalité des genres ; Commission pour l'égalité dans le travail et l'emploi; Haute Commission à l'immigration et au dialogue interculturel
- République tchèque : Le Défenseur public des droits – Médiateur
- Roumanie : Conseil national de lutte contre la discrimination
- Royaume-Uni : Commission pour l'égalité et les droits de l'homme (en) ; Commission pour l'égalité en Irlande du Nord
- Serbie : Commission pour la protection de l'égalité
- Slovaquie : Centre national pour les droits de l'homme
- Slovénie : Défenseur du principe d'égalité de traitement
- Suède : Ombudsman pour l'égalité